# Суорат
Суорат (якут. суорат, суорат) — молочный продукт из якутской кухни.

## Общие сведения
Представляет собой густой йогурт. Внешне напоминает казахский айран, русский варенец и украинскую ряженку, но при этом имеет существенные отличия. Традиционно является самым распространённым летним блюдом в Якутии. Суорат имеет вкус пахты.
Суорат готовят из обезжиренного молока коров. В кастрюлю наливают молоко и кипятят, затем остужают до 35-36 градусов. Далее в кастрюлю с молоком добавляют кислую сметану и перемешивают до образования обильной и очень пышной пены. Затем кастрюлю плотно закрывают крышкой крышкой и укутывают теплым одеялом.
Через 5-6 часов, если молоко сквасилось, суорат переносят в прохладнее место. Перед подачей на стол прохладный суорат размешивают ложкой.
Суорат традиционно хранили в больших чанах из бересты, а также в замороженных плитах для зимнего потребления.
Якуты в старину употребляли суорат со сметаной, суорат с «күөрчэхом», суорат с земляникой, суорат с творогом, суорат с голубикой, суорат с толокнянкой, суорат с остывшей кашей, суорат с различными съедобными травами.
Такие добавления в суорат носило название «тума». Поэтому, если говорилось о суорате с «тумой», нужно было добавить название примеси. Например, суорат с тумой из ячменной каши, «суорат со сметаной тумой» и т. д.
Добавление же в суорат съедобных растений и ягод в некоторых районах Якутии полностью меняло название суората. Этот суорат начинал называться аҕараан ом.
Суорат обычно пьют незадолго до сна, но можно употреблять его и сразу после обеда.